# کتاب هفته خبر
کتاب هفته خبر، هفته‌نامه‌ای برای اطلاع‌رسانی راجع به کتاب در ایران است که به مدیرمسئولی حسین واحدی‌پور و سردبیری سیدعبدالجواد موسوی منتشر می‌شود.